# Istruzione in Brasile
L’istruzione in Brasile è gestita dal governo federale, dai governi dei vari stati, e dai vari comuni.
Il tasso di alfabetizzazione in Brasile è del 90%. L'analfabetismo è più alto negli stati del nord-est, dove riguarda il 19,9% della popolazione.
La costituzione brasiliana riserva all'istruzione il 25% del bilancio dello stato e il 18% dei proventi delle tasse federali e comunali.

## Struttura

### Scuola materna
La scuola materna è facoltativa e dedicata ai bambini dai 3 ai 5 anni, il suo scopo è lo sviluppo fisico, sociale, intellettuale e psicologico del bambino.

### Istruzione elementare
L'istruzione elementare è obbligatoria per le persone di età compresa tra i 6 e i 15 anni. Dura nove anni.
È suddiviso in un primo ciclo (dal primo al quinto anno) e un secondo ciclo (dal sesto al nono anno).
Per legge l'anno scolastico deve essere costituito da 800 ore all'anno.
Le materie insegnate sono lingua portoghese, matematica, storia, geografia, scienze, arte ed educazione fisica. Dal sesto anno si aggiungono lingua straniera (generalmente l'inglese).

### Istruzione media
La scuola superiore dura tre anni ed è facoltativa. In tre anni devono essere fatte 2200 ore di lezione.
Le materie insegnate sono portoghese (compresa la lingua portoghese, studi di scrittura, letteratura brasiliana e portoghese), lingua straniera (generalmente l'inglese e una lingua facoltativa), storia, geografia, matematica, fisica, chimica e biologia. Recentemente sono stati aggiunti filosofia e sociologia, dei quali erano vietati l'insegnamento durante il regime militare (1964 - 1985).